# Бери
Бери (пол. Biery, нім. Bierau) — село в Польщі, у гміні Ясениця Бельського повіту Сілезького воєводства.
Населення — 1237 осіб (2011).
У 1975-1998 роках село належало до Бельського воєводства.

## Демографія
Демографічна структура станом на 31 березня 2011 року:
|          | Загалом | Допрацездатний вік | Працездатний вік | Постпрацездатний вік |
| -------- | ------- | ------------------ | ---------------- | -------------------- |
| Чоловіки | 633     | 121                | 439              | 73                   |
| Жінки    | 604     | 113                | 372              | 119                  |
| Разом    | 1237    | 234                | 811              | 192                  |